# هجمات مقديشو فبراير 2018
في 23 فبراير 2018 قُتل ما لا يقل عن 45 شخصًا وأصيب 36 آخرون في تفجير سيارتين مفخختين أعقبهما إطلاق نار في العاصمة الصومالية مقديشو، وأعلنت حركة الشباب الإرهابية في وقت لاحق مسؤوليتها عن الهجوم.

## الهجوم
في 23 فبراير 2018 انفجرت سيارتان مفخختان في العاصمة الصومالية مقديشو، وسبق انفجار السيارة الأولى اختراق مسلحين نقطة تفتيش بالقرب من فيلا الصومال (القصر الرئاسي) وإطلاق النار على أفراد الأمن، وانفجرت السيارة الأخرى أمام فندق بعيد عن القصر. وأسفر الهجوم عن مقتل 45 من المارة في حين أصيب 36 آخرون. وقُتل خمسة من المهاجمين. 

## المسؤولية
أعلنت حركة الشباب مسؤوليتها عن الهجوم عبر إذاعة الأندلس التابعة لها مؤكدة أن انتحاريان من الحركة نفذا الهجوم.